# Oompie Koerier
Oompie Koerier, artiestennaam van Barteld Grofsmid (Muntendam, 23 maart 1937 – aldaar, 15 februari 2000) was een Groninger etherpiraat en zanger.
Oompie Koerier was een voorvechter van het Nederlandstalige lied en 'vrije zenders' en daardoor een bekend persoon in en om de provincie Groningen. Hij opereerde 36 jaar lang vanuit Zuidbroek en Muntendam, werd gedurende zijn 'loopbaan' tientallen keren uit de lucht gehaald en kreeg in totaal drie jaar en vier maanden celstraf.
Als zanger produceerde hij onder andere de volgende liedjes:
- Blauwe ogen
- Dan gaat de hemel voor je open
- De boerenbruiloft
- De kleine piraat
- De legionair
- Hassan heeft een nieuwe jas aan
- Het werkmanskind
- Ik ben oompie Koerier
- Ik ga de nor in
- Ik vier het kerstfeest alleen met de fles
- In Bankenbosch
- In een poep en een zucht
- Jambalay, de bek vol vlaai
- Jij hebt over liefde gesproken
- Meneer de rechter
- Oh lief piratenkind
- Piratenballade
- Waarom
- Oompie Koerier & Jannie - Een schip kiest weer zee
- Oompie Koerier en Tiana - Een flesje rode snoepjes
- Oompie Koerier en Tiana - Lieve Jan
- Oompie Koerier en Tiana - Wat zou morgen zijn

Postuum werd hij gekozen als eerste Groninger van het Jaar.